# Goniurosaurus zhelongi
Goniurosaurus zhelongi — вид геконоподібних ящірок родини еублефарових (Eublepharidae). Ендемік Китаю.

## Поширення і екологія
Goniurosaurus zhelongi відомі з типової місцевості, розташованої в заповіднику Шіментай в околицях міста Їнде в провінції Гуандун. Вони живуть у гранітному каньйоні, серед скель, оточених субтропічними широколистяними лісами, на висоті від 150 до 300 м над рівнем моря.

## Збереження
МСОП класифікує цей вид як такий, що перебуває під загрозою зникнення. Goniurosaurus zhelongi загрожує знищення природного середовища і вилов з метою продажу.